# Halles de Vesoul
Les halles de Vesoul est un marché couvert situé à Vesoul, dans la Haute-Saône. Tous les jeudis et samedis, les halles accueillent une trentaine de commerçants qui vendent notamment des produits de la gastronomie franc-comtoise.

## Histoire

### Premières halles
Les premières halles de Vesoul étaient situées à la place même du palais de justice. À cette époque, les halles de la ville avaient été construites en bois. En 1765, ces halles sont détruites pour laisser place au palais de justice, dont la construction s'effectua de 1765 à 1771.

### Halles actuelles

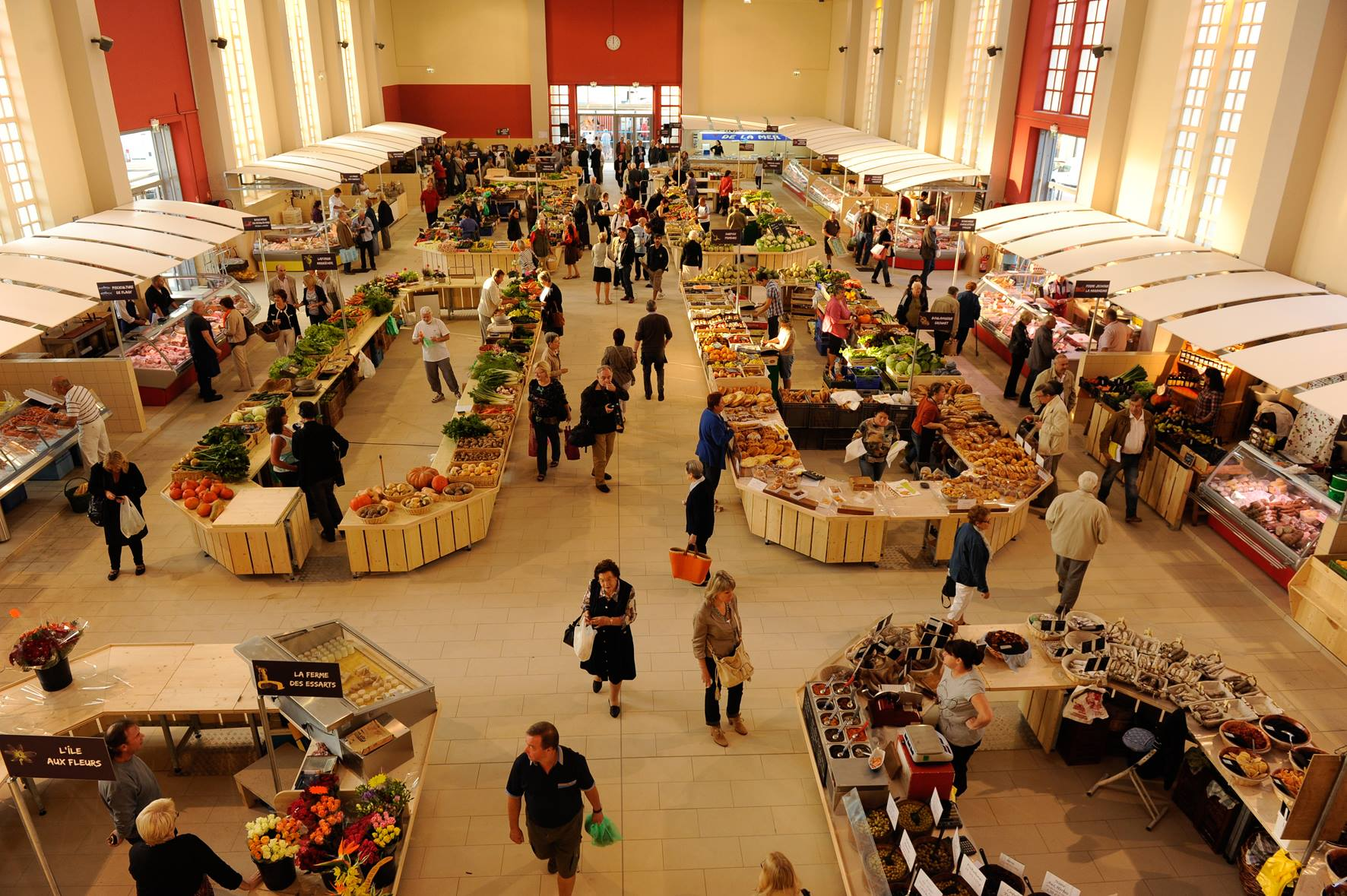
L'intérieur des halles.

Situées sur la place Pierre-Rénet, les halles actuelles couvent une surface de plus de 1 000 m2. Elles ont été construites en 1868 par l'architecte vésulien Charles Dodelier (1816-1882).
Entre octobre 2010 et octobre 2011, les halles ont été rénovées pour un coût des travaux s'élevant à 1 500 000 €. Ces travaux se sont traduits entre autres par la rénovation de la façade principale, la construction de locaux pour la collecte sélective des déchets, la mise en place de baies vitrées et l'aménagement aux personnes à mobilité réduite. De plus, une structure en bois a été mise en place sous la charpente et l'organisation du marché alimentaire a été modifiée.